# 八田原ダム
八田原ダム（はったばらダム）は、広島県世羅郡世羅町大字小谷、一級河川・芦田川本川中流部に建設されたダムである。

## 概要
八田原ダムは国土交通省中国地方整備局が管理する国土交通省直轄ダムで、堤高84.9mの重力式コンクリートダムである。芦田川の治水及び福山市を始めとした備後経済圏に対する利水を目的とした特定多目的ダムである。ダムによって形成された人造湖は河川名を採って芦田湖（あしだこ）と命名された。
芦田川の上流には少し規模の小さい三川ダムがあったが、水需要が増大したことから大規模なダムが必要となり同ダムが建設された。下流の福山市を中心とする備後経済圏の工業用水と生活用水の確保と、洪水調整目的のために建設された。1973年に計画が着手されてから四半世紀という長い年月がかかった。
ダムの建設によって、八田原地区の住民55戸が移住したほか、1989年にJR西日本福塩線も新しく掘削された八田原トンネル経由となり大きく迂回する経路に変更になったうえに、八田原駅も廃止された。
2020年、芦田川水系大規模氾濫時の減災対策協議会は、八田原ダムの事前放流に関する協定を管理者などと結んだ。協定は、令和元年東日本台風災害の教訓を踏まえ、大雨が予想される3日前から放流によりダム水位をさげる運用を可能にするもの。

## 周辺
人造湖である芦田湖には、夢吊橋がかかっている。この夢吊橋はケーブルをコンクリートで包み込んで床板とする単径間吊床版構造が採用されており、橋の支間長147.6mはこの形式の橋では世界一長い。また芦田湖に掛かる橋としては斜張橋の八田原大橋と井庄原大橋がある。
周辺には八田原グリーンパーク（芦田湖オートキャンプ場）などのキャンプ場が整備されている。また、ダム下流の河佐峡も同様に行楽地として整備されている。

## 府中発電所
八田原ダムの建設によって中国電力の発電用重力式コンクリートダムであった宇津戸ダム（1963年竣工、越流型動式コンクリートダム堤高22.30m、堤頂長89.00m、総貯水容量、222,550m3、有効貯水容量157,700m3）が水没することになった。この発電所に使用する用水は、芦田川本流に設けられた井庄原堰から無圧トンネルで、芦田川の支流である宇津戸川に建設されたダムの調整池に送られ、そこから導水トンネルで5.2km先の府中発電所に送られていた。
そのため、発電所施設の存続のために、ダム建設に際し宇津戸川ダムに代わる取水設備が建設された。なお、ダム本体は撤去されなかったため渇水期になると出現する。また宇津戸川ダム水没で失われた山林管理のために使用するために宇津戸川を渡る橋として建設された夢吊橋がある。

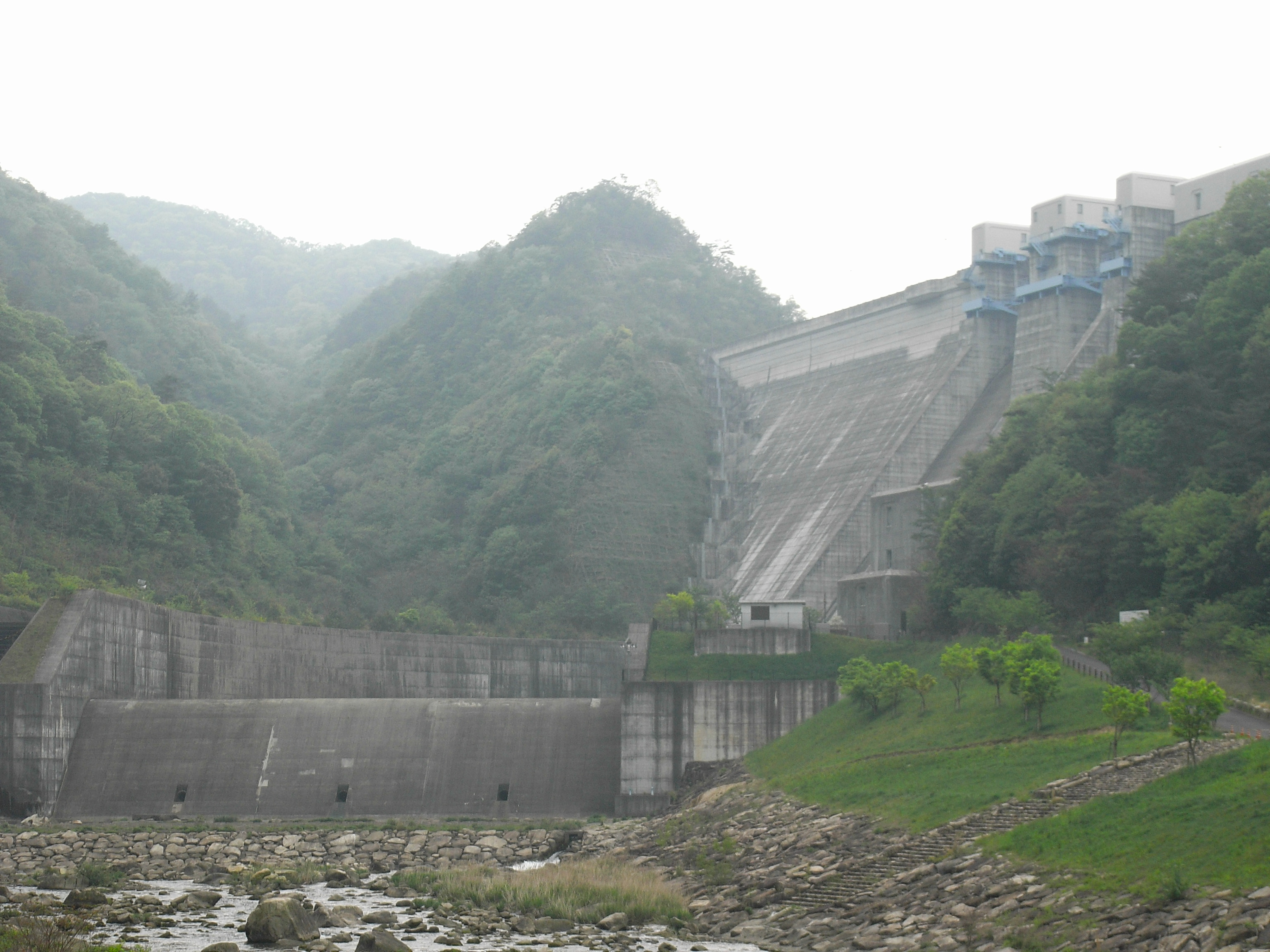
八田原ダムと副ダム
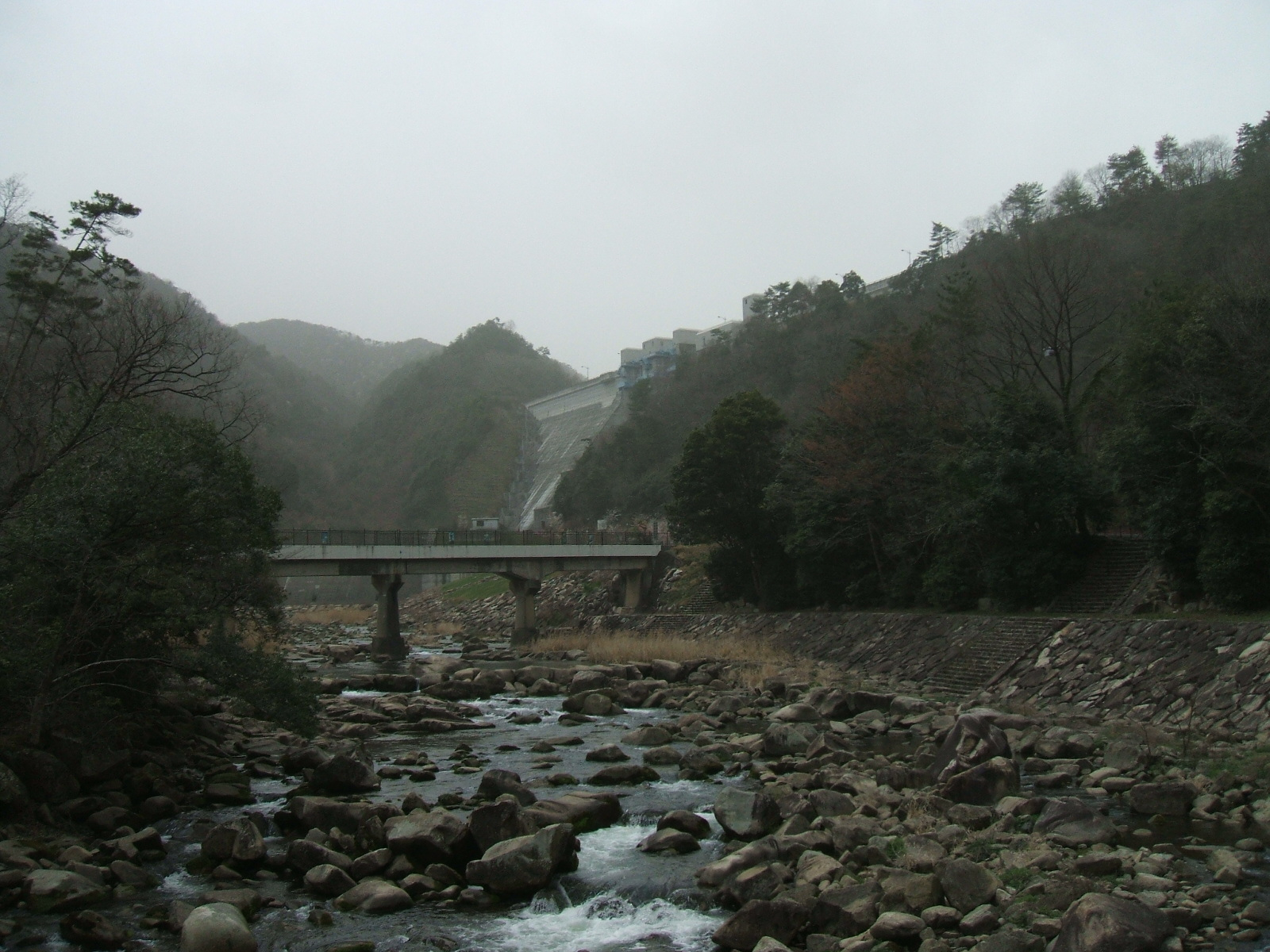
河佐峡から見た八田原ダム（中央の橋は旧福塩線橋梁）
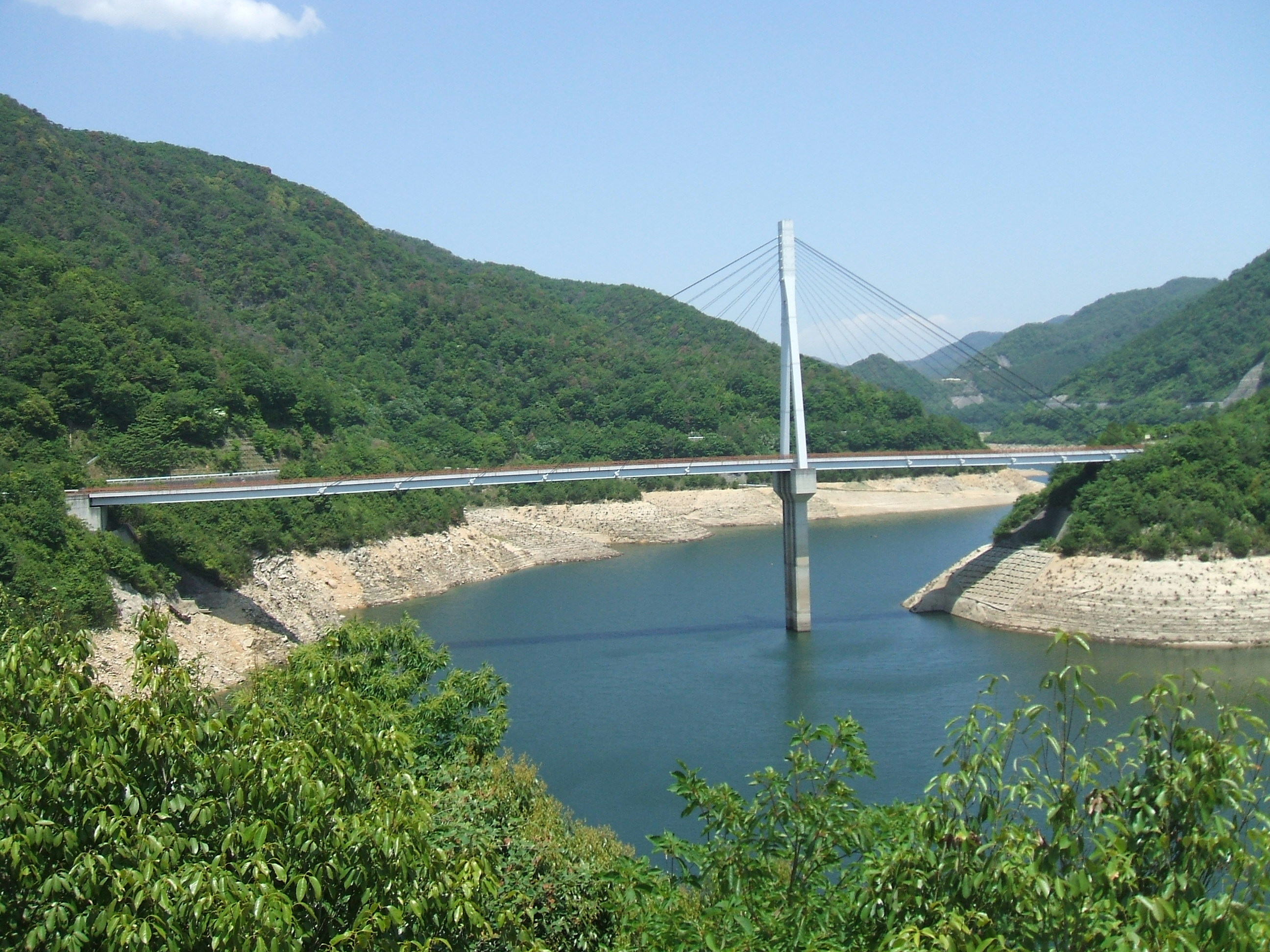
芦田湖にかかる八田原大橋
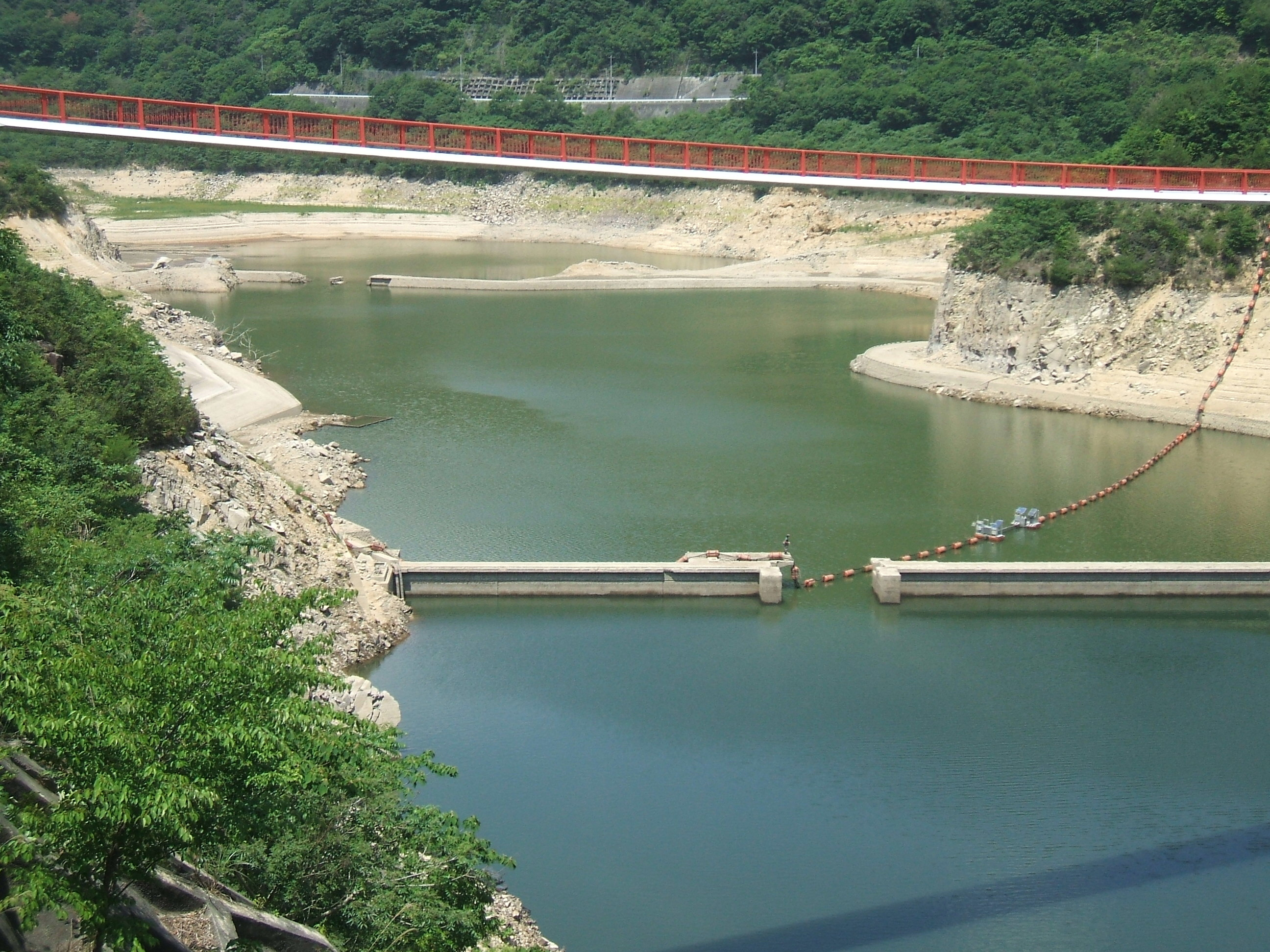
旧宇津戸川ダムと夢吊橋

## 関連事項
- ダム
- 日本のダム
- 重力式コンクリートダム
- 多目的ダム
- 国土交通省直轄ダム